# Zdf.kulturpalast
Kulturpalast ist eine wöchentliche Kulturfernsehsendung von 3sat. Ab Mai 2011 lief die Sendung unter dem Namen zdf.kulturpalast immer donnerstags auf ZDFkultur und als Wiederholung auf 3sat. Die von Kobalt Productions produzierte Sendung wurde von Pegah Ferydoni und seit 2012 auch von Nina Sonnenberg moderiert. Auf dem neuen Sendeplatz auf 3sat wurde die Sendung anfangs ausschließlich von Sonnenberg moderiert, während Ferydoni im Mutterschutz war.
Die Sendung wurde am 1. Dezember 2018, eingestellt. Die letzte Sendung hat das Thema Schönheit behandelt.

## Inhalt
Die Moderatorin stellt in ihrer Sendung verschiedene Themen aus den Bereichen Hoch-, Pop- und Netzkultur vor. Laut eigenen Angaben gibt die Sendung einen subjektiven, amüsanten und vielschichtigen, manchmal auch bösen Blick auf die Welt der Performing Arts.

## Ausstrahlung
Die Sendung läuft 2014 in Blöcken von je 5 Sendungen auf 3sat samstags um 19:25 Uhr und wird auf ZDFkultur wiederholt. Zu Beginn wurde die Sendung immer donnerstags um 20:15 Uhr auf ZDFkultur gesendet. Später wurde der Sendeplatz auf etwa 21:45 Uhr verlegt. Die Sendung hat eine Länge von 29 Minuten.

## Kritik
Für Aufsehen sorgte die Sendung vom 16. Juni 2011. Darin wurde in einem satirischen Beitrag ein Interview des „Praktikanten Johannes“ mit Tyler, the Creator gezeigt. Dem Zuschauer wurde suggeriert, dass der Reporter von zdf.kulturpalast sich mit dem Rapper zum Interview getroffen hätte. Jedoch wurden lediglich Presseszenen von ihm und neu aufgenommene Szenen des Reporters zusammengeschnitten. Bei manchem Zuschauer entstand der Eindruck eines echten Interviews, welches aber nie stattgefunden hat. Das ZDF bezeichnete das Fake-Interview als „satirischen Umgang mit der Attitude des Künstlers“.
Die Sendung war für den Grimme-Preis 2013 im Bereich „Information und Kultur“ nominiert.